# コントロールパネル (Windows)
コントロールパネルは、Microsoft Windowsのグラフィカルユーザインタフェースの一部であり、アプレット群を用いて基本的なシステム設定と制御を操作あるいは閲覧できる。例えば、ハードウェアの追加、プログラムのアンインストールと修復、ユーザーアカウントの制御、コンピュータアクセシビリティオプションの変更などがある。サードパーティーのソフトウェアが追加のアプレットを提供することもある。
コントロールパネルは最初のリリース (Microsoft Windows 1.0) から存在しており、ユーザーから見ればWindowsの根幹の一部となっている。アプレット数（制御対象）はバージョンと共に増えてきた。Windows 95からはスペシャルフォルダとして実装されている。すなわち、物理的には存在しないフォルダであり、各種アプレットへのショートカットだけが格納されている。物理的にはそれらアプレットは .cpl ファイルとして格納されている。例えば「プログラムのアンインストールまたは変更」のアプレットはSYSTEM32フォルダ内にappwiz.cplという名前で格納されている。
Windows XP以降では、コントロールパネルには「クラシック表示」と「カテゴリ表示」があり、ウィンドウの左端にあるオプションで切り替えられるようになっている。
コントロールパネルの個々のアプレットには他の方法でアクセスすることもできるものが多い。例えば、「画面のプロパティ」にはデスクトップの背景上で右クリックして「プロパティ」を選んでも到達できる。
クラシック表示では、様々なアプレットへのショートカットが特に（名前以外は）説明もなく並んでいる。「詳細表示」を選ぶと、カテゴリの説明が表示される。
カテゴリ表示はカテゴリ群が表示され、そのカテゴリをクリックすると関連するアプレットが表示される。Windows Vistaでは、カテゴリ表示でカテゴリ名の下によく使われるアプレット名も表示されている。